# Занепад і падіння монархії в Бразилії

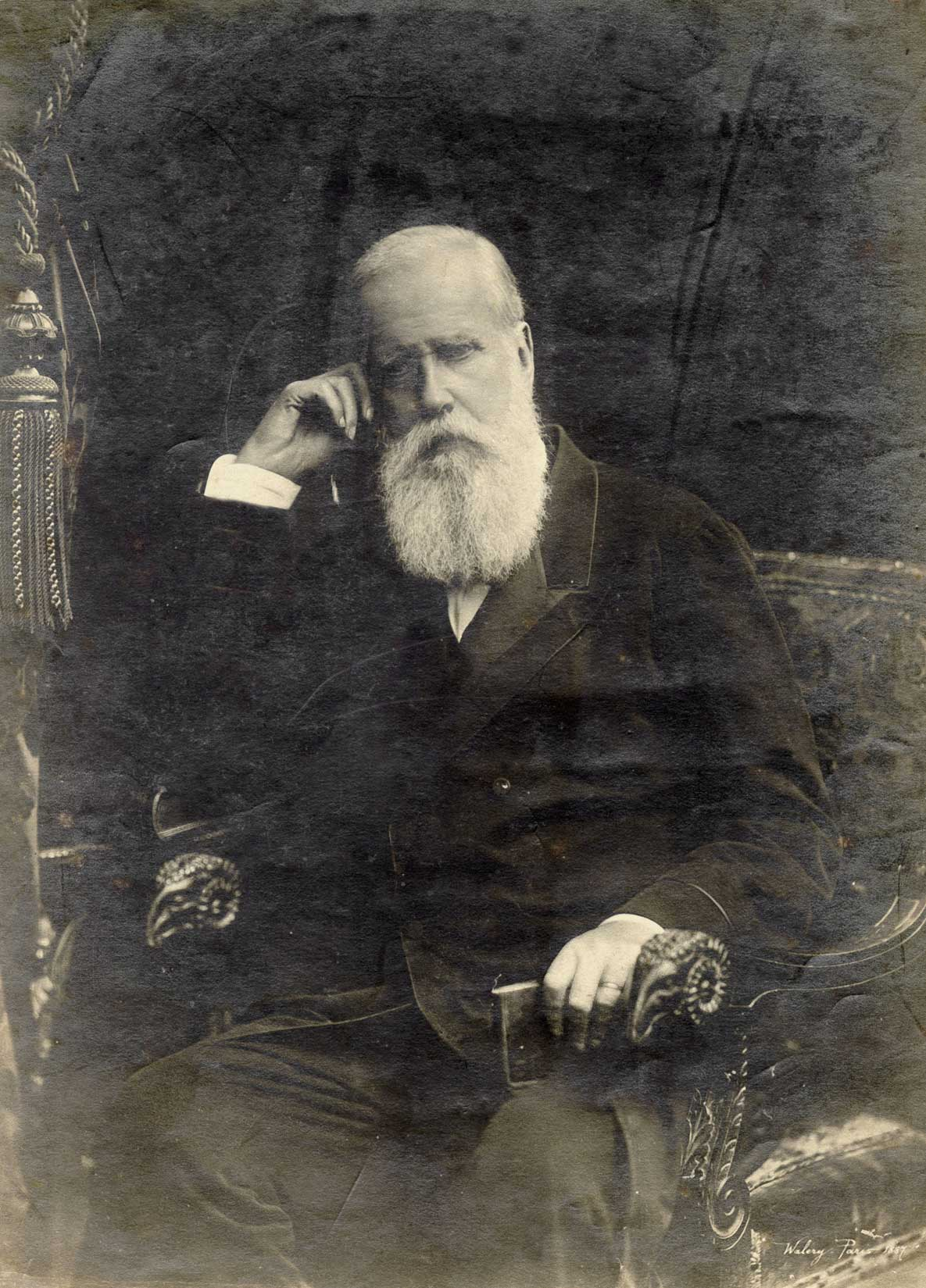
Імператор Педру II в 1887. Художник Люсьєн Валері. Імператор, «втомлений» від своєї корони на 57-му році правління

Занепад і падіння Бразильської імперії відбулися у 1881-1889. Парадоксально, але занепад Бразильської монархії відбувався на тлі небувалого економічного злету, який Бразилія пережила за довгий та вельми стабільний період 58-річного правління імператора  Педру II.
З 1839 по 1887 економіка країни зростала зі швидкістю 3,88% на рік, зайнявши 8-е місце у світі за рівнем ВВП. Крім того, імператор виграв три війни та значно розширив територію країни коштом своїх іспаномовних сусідів.
Золотий закон, який скасував рабство в 1888, також сприяв зростанню популярності самого імператора і членів його сім'ї, але не інституту монархії в цілому, особливо що стосувалося його підтримки в майбутньому. Причин цьому було декілька. Багато в чому вони пояснювалися хворобою і втомою старіючого імператора, а також пасивністю щодо корони спадкоємиці престолу — принцеси Ізабелли. Імператор не залишив синів, а напівглухий зять-француз був недостатньо популярний серед бразильців. Після скасування рабства старі плантації на північно-заході країни прийшли в запустіння, а нові кавові олігархи південного сходу не потребували імперії для захисту своїх інтересів.
Скориставшись урядовими кризами 1888 і 1889 і незадоволеністю серед армійських офіцерів, республіканці виступили за революційні зміни замість поступових, за які виступав фельдмаршал Фонсека. Завершив занепад військовий переворот, за яким відбулося проголошення Бразильської республіки.